# Östliche Marzellspitze
L'Östliche Marzellspitze est une montagne qui s’élève à 3 533 ou 3 550 m d’altitude dans les Alpes de l'Ötztal, à la frontière entre l'Autriche et l'Italie.